# Lung-shantempel
De Lung-shantempel is een boeddhistische tempel in Lukang in Taiwan.
De tempel werd in 1831 gebouwd voor de boeddhistische bodhisattva Guanyin. De Drakenbergtempelorganisatie beheert deze tempel. Het gebouw staat op de lijst van beschermde historische gebouwen.
Op de tempelplaats stonden in de 17e eeuw verschillende tempels die keer op keer instortten en opnieuw gebouwd werden. De laatste tempel die op deze plaats gebouwd werd was die van 1786. De tempel bevat typische kenmerken van de Qing-dynastie-architectuur.
Het tempelcomplex beslaat 1600 pyeong en bestaat uit verschillende tempelgebouwen met onder andere een platform voor Chinese opera.
Op 1 november 2008 bezocht Ma Ying-jeou met zijn gevolg officieel de tempel met vele offers en geschenken. Ook hield hij een toespraak voor de tempel.